# Alfred Edward Emslie
Alfred Edward Emslie, né à Londres le 20 juin 1848 où il est mort en 1918, est un peintre et photographe britannique.

## Biographie
Fils du graveur John Emslie et frère du peintre John Phillipps Emslie (1839–1913), il étudie à la Royal Academy Schools où il exposera  entre 1869 et 1897, puis aux Beaux-Arts de Paris.
Il épouse Rosalie M. Emslie. Le couple aura une fille, Rosalie Emslie, née en 1891. 
Portraitiste et orientaliste, Alfred Emslie voyage au Japon pendant trois mois puis à New York. Il travaille pour The Illustrated London News et est élu en 1888 à la Royal Watercolour Society. Il devient membre de la Royal Society of Portrait Painters en 1892.
Entre 1897 et 1901, il peint une série de toiles sur le thème « Dieu est amour » dont neuf seront exposées à Towneley Hall (en) à Burnley de mai 1904 à avril 1905. Il remporte une médaille de bronze à l'Exposition universelle de Paris de 1889.
Il expose dans de nombreuses institutions telles que le Royal Institute of Painters in Water Colours (en), la Royal Society of Miniature Painters, Sculptors and Gravers (en), la Fine Art Society, la Royal Society of British Artists, la Leicester Galleries, la Walker Art Gallery, la Manchester Art Gallery ou encore le Salon des artistes français en 1914.

## Galerie

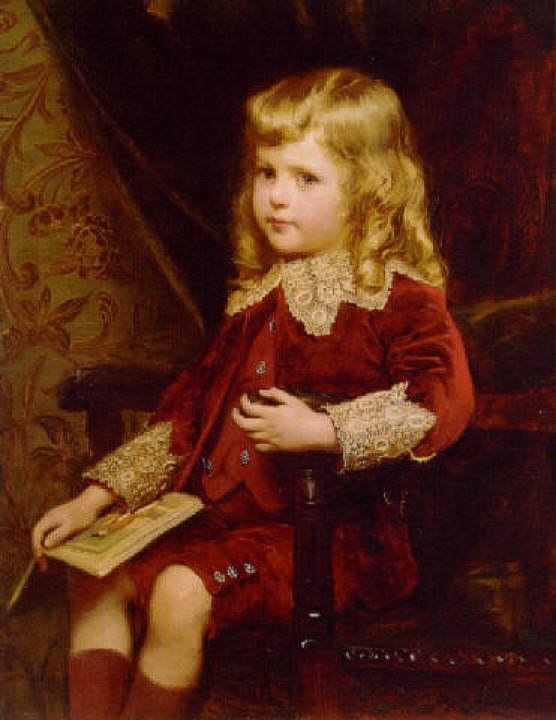
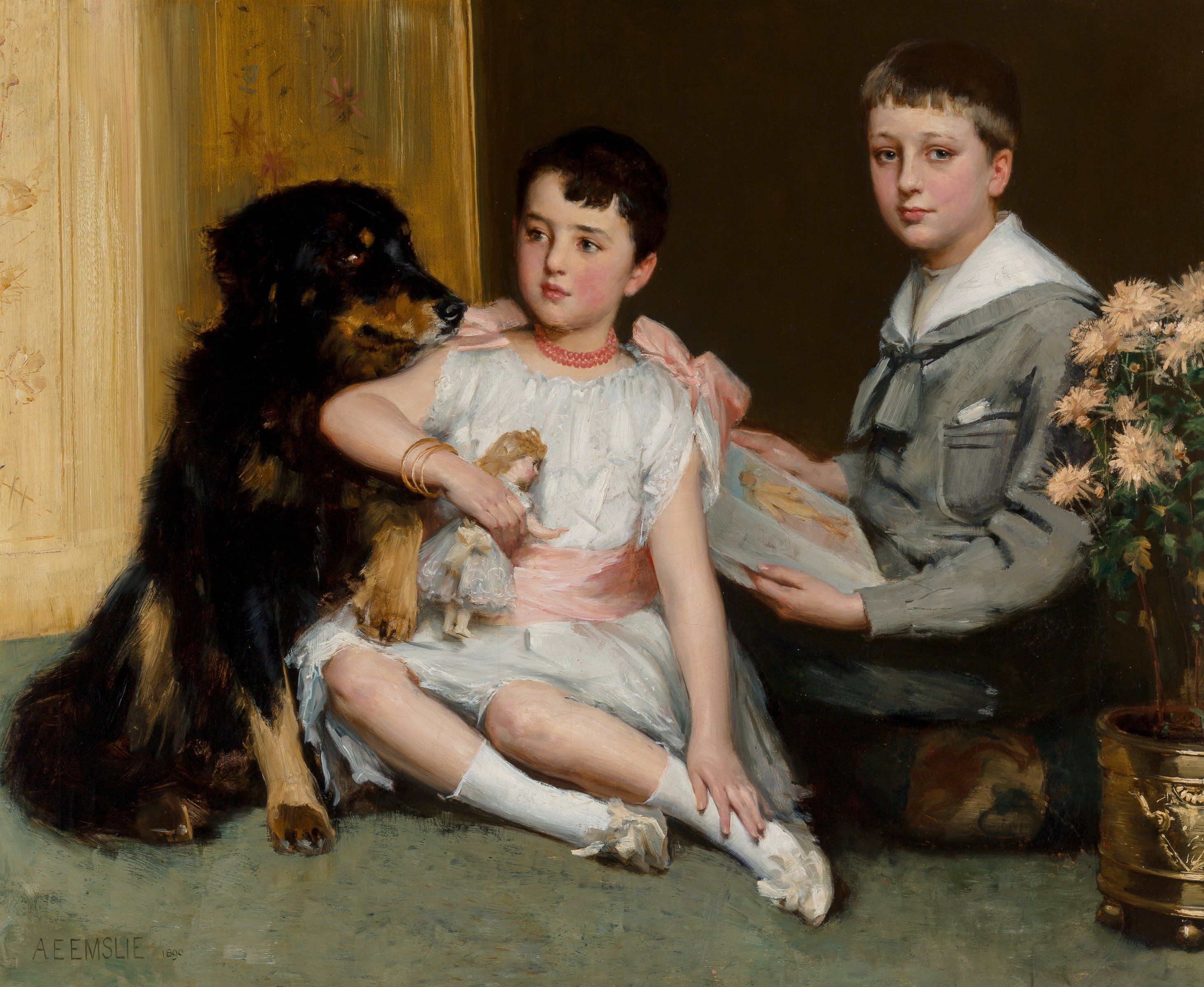
Chums
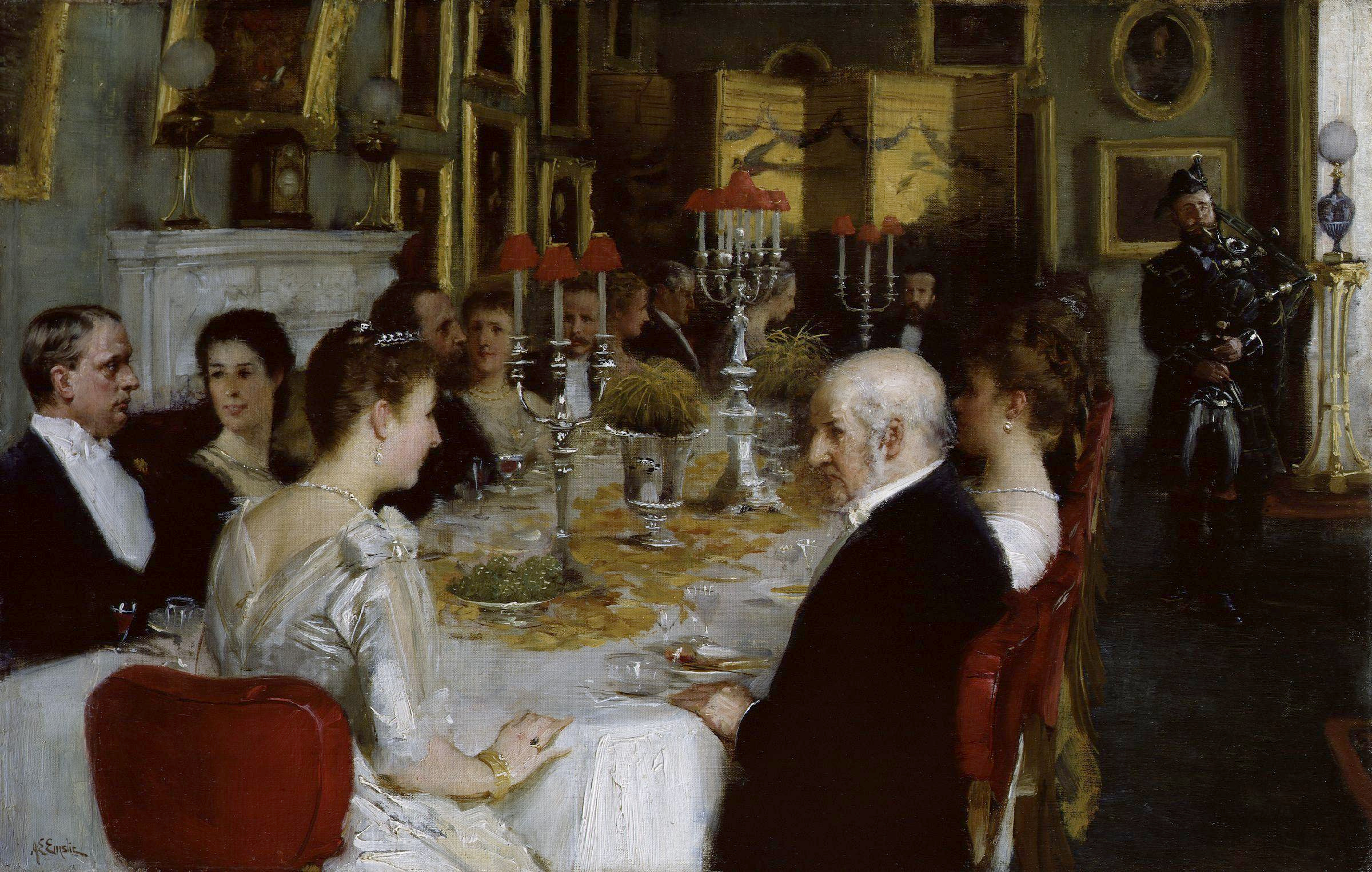
Dinner at Haddo House, 1884
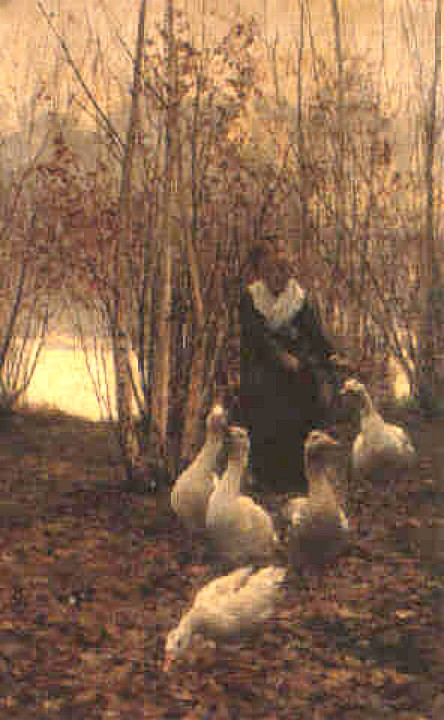
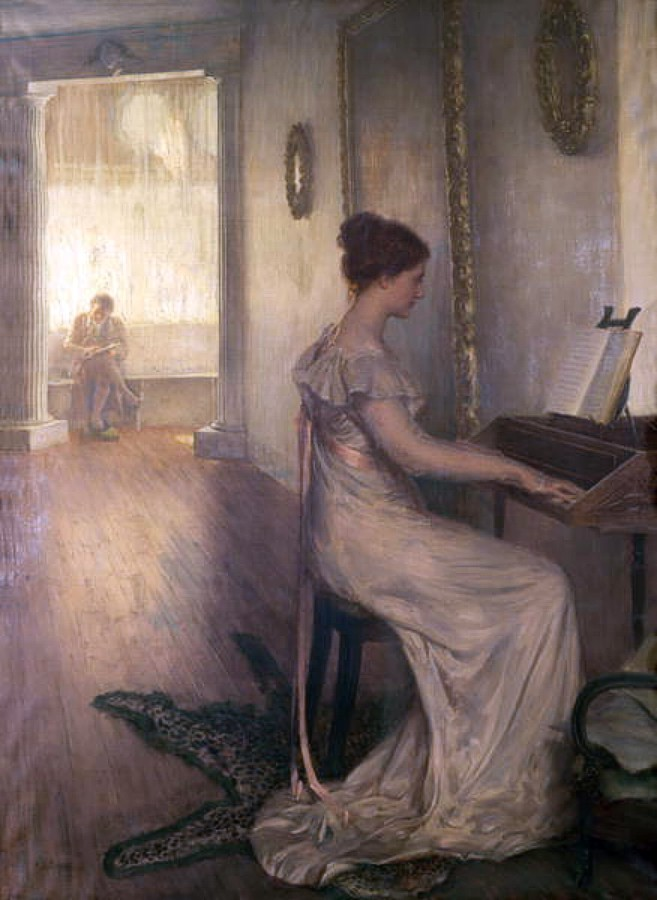
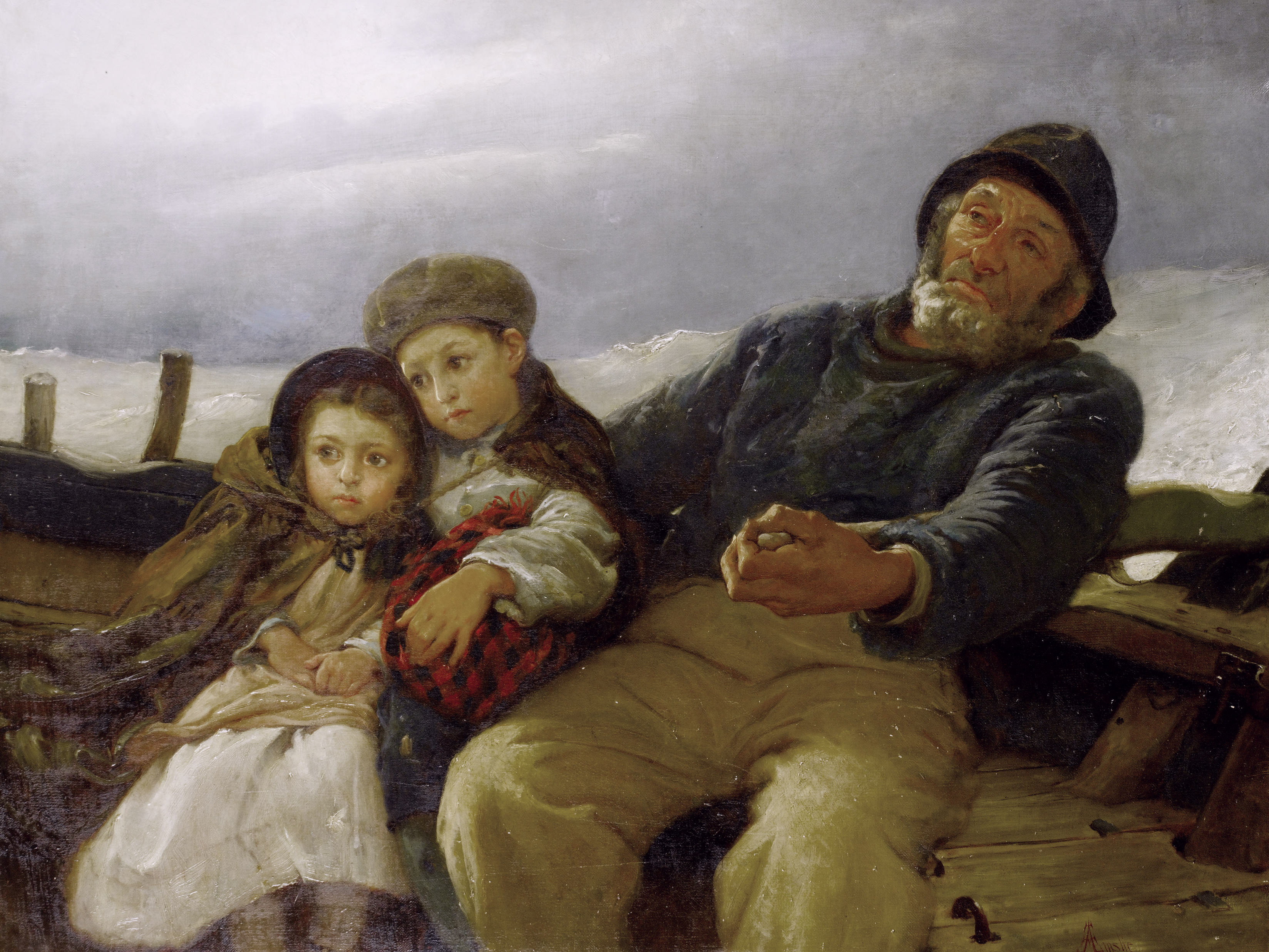
The stormy crossing
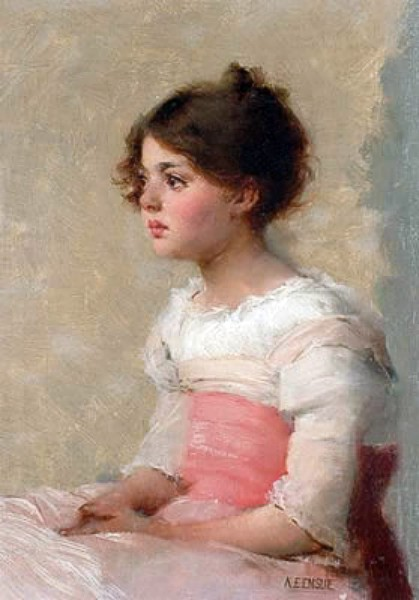